# Stylodipus andrewsi
Stylodipus andrewsi és una espècie de mamífer rosegador de la família dels dipòdids. Viu a la Xina (Gansu, Mongòlia Interior i Ningxia) i Mongòlia. Es tracta d'un animal nocturn que s'alimenta de llavors, fulles i arrels. Els seus hàbitats naturals són els deserts i els semideserts. És una espècie en risc mínim, és a dir, no sembla que hi hagi cap amenaça significativa per a la seva supervivència.
Aquest tàxon fou anomenat en honor de l'explorador i naturalista estatunidenc Roy Chapman Andrews.